# ガイウス・ウィビウス・ウォルシアヌス
ガイウス・ウィビウス・ウォルシアヌス（ラテン語：Gaius Vibius Volusianus、? - 253年8月）は、軍人皇帝時代のローマ皇帝（在位：251年 - 253年）であり、父ガイウス・ウィビウス・トレボニアヌス・ガッルスの共同皇帝の地位にあった人物である。 

## 生涯
トレボニアヌス・ガッルスを父、アフィニア・ゲミナ・バエビアナ（en）を母として生まれた。姉妹にウィビア・ガッラがいたことが知られる。また、彼の妻は先帝デキウスの娘である。
251年6月頃にローマ皇帝デキウスおよび共同皇帝ヘレンニウス・エトルスクスがゴート族とのアブリットゥスの戦いで戦死すると、トレボニアヌス・ガッルスは後継のローマ皇帝に就くことを宣言し、息子ウォルシアヌスを共同皇帝とした。ウォルシアヌスは同時にプリンケプス・ユウェントゥティス（Princeps Juventutis）の称号を得た。なお、デキウスの息子ホスティリアヌスがローマで皇帝として就いていたものの、251年中に病によりこの世を去り、トレボニアヌス・ガッルスは単独でのローマ皇帝の座を手に入れた。
しかし、当時モエシア属州総督であったマルクス・アエミリウス・アエミリアヌスが軍の支持を得てローマ皇帝を称し、レボニアヌス・ガッルスへ反旗を翻して、ローマへと進軍を始めた。トレボニアヌス・ガッルスは軍を率いて迎撃へ向かったが、253年8月、自軍内の将校によってウォルシアヌスは父と共に殺害された。